# Aloina
Aloina, rod mahovnjača iz porodice Pottiaceae. Postoji 12 prizatih vrsta, tipična je A. aloides
Rod je opisan 1882.

## Vrste
1. Aloina aloides (W.D.J. Koch ex Schultz) Kindb.; tipična
2. Aloina apiculata (E.B. Bartram) Delgad.
3. Aloina bifrons (De Not.) Delgad.
4. Aloina brevirostris (Hook. & Grev.) Kindb.
5. Aloina catillum (Müll. Hal.) Broth.
6. Aloina cornifolia Delgad.
7. Aloina hamulus (Müll. Hal.) Broth.
8. Aloina humilis M.T. Gallego, M.J. Cano & Ros
9. Aloina recurvipatula (Müll. Hal.) Broth.
10. Aloina rigida (Hedw.) Limpr.
11. Aloina roseae (R.S. Williams) Delgad.
12. Aloina sedifolia (Müll. Hal.) Broth.